# Střeň
Střeň é uma comuna checa localizada na região de Olomouc, distrito de Olomouc.